# Marsupites
Marsupites is een geslacht van uitgestorven zeelelies, dat leefde tijdens het Laat-Krijt.

## Beschrijving
Deze steelloze zeelelie had een grote, bolvormige kelk, die was samengesteld uit elf veelhoekige platen met een versiering van radiair uitwaaierende reliëflijntjes. In plaats van de steel was er een grote, centrale vijfhoekige plaat. De lange, slanke armen vertakten zich tot een totaal van tien. De normale kelkdiameter bedroeg ongeveer 3,5 cm.

## Leefwijze
Dit geslacht bewoonde open zeeën, ingegraven op de zeebodem in kalkslib. Voedsel werd vergaard met behulp van de armen.